# إزالة السدود
إزالة السدود هي عملية هدم السدود المقامة والسماح لمياه النهر بالتدفق بحرية في مسارها الطبيعي. تتعدد الأسباب التي قد تضطرنا إلى هدم السدود، ومنها: إعادة التأهيل البيئي، أو ضعف بنية السد مع مرور الوقت، أو زيادة تكاليف الصيانة مقارنة بالعائد المادي.
جميع السدود تؤثر بالسلب على بيئة الأنهار التي تقع عليها، ولكن في العادة تتعادل تلك التأثيرات السلبية مع المنافع التي بُنيت من أجلها تلك السدود سواء كانت تلك تتمثل في توليد الطاقة الكهرومائية أو التحكم في الفيضانات أو أي وظيفة أخرى. عندما تطغى آثار السد البيئية السلبية على منافعه فمن الراجح أن يُنظر في أمر إزالته. وهذا ما حدث تمامًا في حالة السدود المقامة على نهر إلوا داخل المنتزه الأولمبي الوطني في واشنطن، إذ تسببت أحد محطات الطاقة الكهرومائية العتيقة في الإخلال بمواطن الحياة المائية التي تأوي أعدادًا وفيرة من السلمون. قبل بناء السدود على نهر إلوا كان عدد أسماك السلمون التي تضع بيوضها سنويًا نحو 400,000، أما بعد بناء السدود فقد انخفض عددها إلى 3,000 فقط. وبعد انخفاض قدرة السدود على توليد الطاقة الكهرومائية نظرًا إلى انتهاء عمرها الإنتاجي، أصبحت أهمية مواطن السلمون تحتم علينا إزالة تلك السدود.
إلى جانب ذلك يشكل خطر انهيار السدود دافعًا قويًا لإزالتها. في بعض الأحيان يكون الخوف من انهيار السدود ناتجًا عن الأنشطة الزلزالية بالقرب من منطقة السد أو قد يكون ناتجًا عن موقع السد نفسه. فضلًا عن أن السدود القديمة معرضة للانهيار بنسبة أكبر، إذ يوجد عدد متزايد من السدود المبنية في القرن العشرين التي تقترب من تجاوز عمرها الافتراضي في جميع أنحاء العالم. بحلول عام 1996 قُدر عدد السدود الضخمة في العالم التي تجاوزت عمر الخمسين بنحو 5,000 سدًا. وبحلول عام 2020 سوف تكون نسبة السدود التي تجاوزت سن الخمسين في الولايات المتحدة وحدها 85% من مجموع السدود.
وأخيرًا فإن العوامل الاقتصادية في العادة تعتبر سببًا مقنعًا لإزالة سد معين. فمن المحتمل أن تكاليف صيانة المعدات الكهرومائية القديمة بعد عقود من تثبيتها أو تحسين أنظمة الأمان في السد تتجاوز المردود الاقتصادي العائد من تلك التكاليف. ومن المحتمل أيضًا أن التجمعات السكنية والمنشآت الصناعية التي كانت تتطلب طاقة كهرومائية من السدود المقامة سوف تنتقل إلى مكان آخر وتترك السدود في مكانها بلا فائدة تُذكر.
وبداية من عام 2000 فإن معظم عمليات إزالة السدود الكبرى (مثل إزالة السدين الواقعين داخل شبه جزيرة أوليمبك بتكلفة تقدر بنحو 350 مليون دولا كجزء من مشروع استعادة النظم البيئية في نهر إلوا) كانت بدافع استعادة مواطن الكائنات النهرية وممرات الأسماك. فعلى سبيل المثال نجحت المجموعة الفرنسية المعروفة بـ«إس أو إس لوار فيفانت» في الضغط سياسيًا على الحكومة الفرنسية لإزالة السدين الواقعين في وادي اللوار، إلى جانب إعادة تصميم السد الكهرومائي المُقام على نهر ألييه من أجل استعادة مواطن أسماك السلمون الأطلسي.
وقد أُزيل 900 سد تقريبًا في الولايات المتحدة وحدها في الفترة ما بين عام 1990 و2015، بالإضافة إلى 60 سد أو أكثر يُزال كل عام. وقد نجحت كل من فرنسا وألمانيا في إتمام مشاريع إزالة عدة سدود كبيرة. وشرعت اليابان في أول مشروع إزالة سد لها في عام 2012 (سد الأراس الواقع على نهر كوما) ومن المتوقع الانتهاء منه في عام 2018.

## تأثيرات السدود والغرض منها
بُنيت معظم السدود في الولايات المتحدة الشرقية بغرض تحويل مسارات المياه، والزراعة، وتشغيل طواحين المصانع المائية، إلى جانب عدة أغراض أخرى لا حاجة لها في الوقت الحاضر. ونظرًا إلى عمر تلك السدود العتيقة فإن احتمالية تعرضها للانهيار الكارثي تتزايد مع مرور الوقت. وإلى جانب ذلك فإن معظم تلك السدود تعيق حركة الأسماك المهاجرة مثل السلمون الأطلسي والرنجة الأمريكية، وتمنع الرواسب من الوصول إلى مصبات الأنهار.
أما في الولايات المتحدة الغربية فقد بُنيت معظم السدود فيها بغرض تحويل مسارات المياه لأغراض زراعية في المناطق الجافة في المقام الأول، بينما يُعتبر توليد الطاقة الكهرومائية منها فائدة ثانوية ذات أهمية عظيمة. ومن بين أضخم مشاريع تحويل مسار المياه مشروع حوض نهر كولومبيا الذي يصرف المياه المتراكمة على سد كولي الكبير. ويتولى مكتب الاستصلاح في الولايات المتحدة إدارة العديد من المشاريع المشابهة.
تعيق بعض السدود في إقليم شمال غرب المحيط الهادئ وكاليفورنيا حركة الأسماك المهاجرة مثل سلمون المحيط الهادئ والسلمون المرقط. وقد نُفذت عدة آليات للسماح بمرور الأسماك مثل سلالم الأسماك وعدة مرافق آخرى ولكنها لم تحقق أي نجاح يُذكر في تخفيف الآثار السلبية على أعداد السلمون. تتولى مصلحة بونيفيل للطاقة إدارة الكهرباء المُولدة من 11 سد على نهر كولومبيا، وأربعة سدود أخرى على نهر سنيك، وقد بُنيت تلك السدود من قبل فيلق المهندسين بالجيش الأمريكي.
قد تتسبب السدود في تغيير طبيعة النظام البيئي في الأنهار الواقعة في جنوب غرب الولايات المتحدة على سبيل المثال. فبفضل سد وادي جلين على سبيل المثال تحولت المياه الدافئة الموحلة الممتلئة بالرواسب التي تتدفق عبر الغراند كانيون إلى مياه باردة صافية، الأمر الذي أدى إلى تأثيرات ملحوظة على النظم البيئية الواقعة في اتجاه مجرى النهر. فقد انقرضت ثلاثة أنواع أصلية من الأسماك في الغراند كانيون وتعرضت بعض الأنواع الأخرى إلى خطر الانقراض منذ الانتهاء من بناء السد، ومن بينها أسماك الشوب الأحدب والأسماك المصاصة الحدباء.
وقد تمنع بعض مشاريع السدود الأخرى تدفق مياه الأنهار إلى المصب مثل مشروع نهر سالت في أريزونا، وذلك عن طريق تصريف المياه من خلال شبكة قنوات أريزونا لاستخدامها في أغراض زراعية واستخدامات حضرية. ومثل تلك السدود تسمح بتدفق المياه عبر الصحراء عن طريق قناة مائية جافة واحدة.
تُستنزف كميات كبيرة من مياه نهر كولورادو في الزراعة والاستخدامات الحضرية، وقد أدت تلك العوامل بجانب زيادة معدل تبخر المياه خلف السدود إلى تلاشي تدفق مياه النهر إلى خليج كاليفورنيا.

## أساليب الإزالة

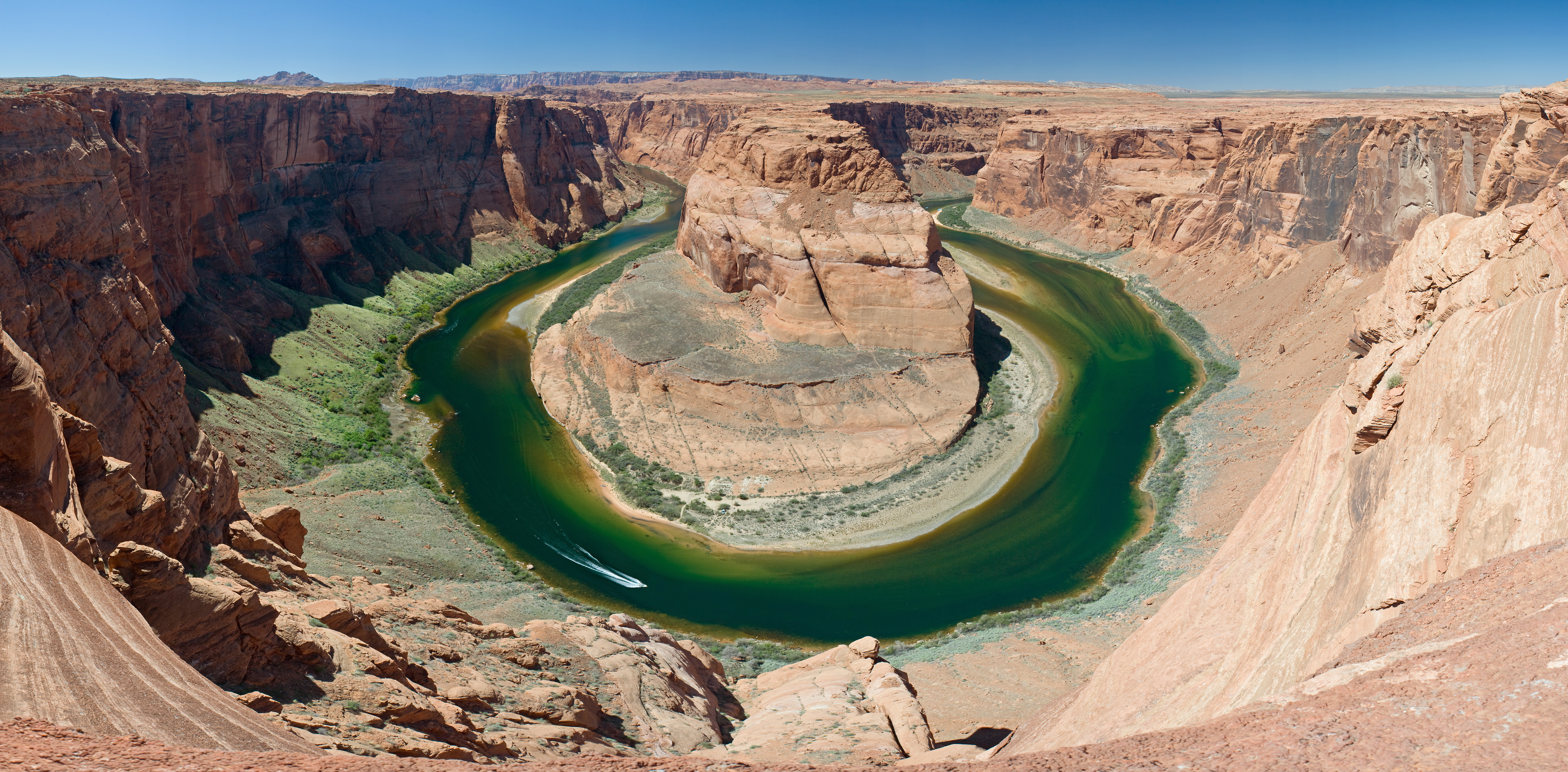
المياه الصافية أسفل سد غلين كانيون، أريزونا، الولايات المتحدة

توجد عدة أساليب لإزالة السدود، وتعتمد الطريقة المختارة على عدة عوامل، ومنها: حجم السد ونوعه، وكمية الرواسب المتراكمة خلف السد، وطبيعة البيئة المائية خلف السد، والجهة المالكة للسد والأولويات الخاصة بها، والمهلة الزمنية المحددة لإزالة السد. وتتسم عملية الإزالة بالتكلفة الباهظة في جميع الأحوال، وتزداد التكلفة بشكل خاص عند أخذ العوامل البيئية في عين الاعتبار. ولكن من حسن الحظ أن تكلفة الإزالة مُقسمة فيما بين الأطراف المعنية المتعددة مثل الجهة المالكة للسد والحكومة المحلية أو الفيدرالية أو حكومة الولاية. وفي هذا المقال سوف نذكر أربع أمثلة على أكثر طرق الإزالة شيوعًا:

### طريقة الشقوق والتصريف البطيء
يُشاع استخدام أسلوب التصريف البطيء نظرًا لفوائده البيئية. يقتضي هذا الأسلوب تصريف مياه الخزان عن طريق حفر عدة شقوق صغيرة في السد. ويجب حفر شقوق جديدة باستمرار للحفاظ على معدل تدفق منتظم. ومن ثم تتدفق الرواسب المحتجزة خلف السد بمعدل منتظم هادئ ما يسمح للنظم البيئية أن تتأقلم مع التغيرات الجديدة. قد تستغرق تلك الطريقة عدة شهور وقد تتجاوز سنة بأكملها، ولكنها أثبتت كفائتها في إعادة الأسماك إلى الأنهار. اُستخدمت تلك الطريقة في مشاريع إزالة سدود نهر إلوا وسد وادي جلين.

### طريقة التصريف السريع
تتميز تلك الطريقة بأنها أسرع الطرق وأقلها تكلفة، إلا أن لها عدة سلبيات جسيمة. تعتمد الطريقة على حفر نفق كبير خلال قاعدة السد وتوصيله بالخزان المائي ما يؤدي إلى تصريف مياه الخزان بأكملها في غضون دقائق معدودة أو ساعات، وقد يتسبب تصريف كميات مهولة من الماء في وقت قصير إلى حدوث فيضانات شديدة وتعرية حادة على ضفاف النهر في اتجاه المجرى لمسافة قد تمتد لعدة أميال. قد يؤدي ذلك إلى دمار النظام البيئي على ضفاف النهر إلى جانب تعريض أساسات الجسور والأنابيب المدفونة والسدود الترابية والبنايات التحتية الأخرى للتخريب. ولكن في حالة خزانات المياه الصغيرة التي تصب في أنهار أكبر منها حجمًا فمن الممكن إتباع هذا الأسلوب دون التأثير على الأنظمة البيئية أو البنايات التحتية البشرية بشكل خطير.

### أسلوب الحفر والتصريف
في العادة يتميز هذا الأسلوب بأنه أكثر الطرق كلفة، ولكنه ضروري في بعض الأحيان. يقتضي هذا الأسلوب تفريغ محتوى الخزان المائي بالكامل حتى يُسمح للرواسب أن تجف بالكامل، ومن ثم تُنقل تلك الرواسب إلى مكان آمن للتخلص منها. وهي طريقة بطيئة وباهظة الثمن، ولكن في حالة وجود السد بالقرب من محطة كهرومائية فلا بد من إتباع هذا الأسلوب نظرًا إلى أن الرواسب المُصرفة سوف تؤثر بشكل سلبي على أداء تلك المحطة. ومن بين الحالات الأخرى التي يجب فيها إتباع هذا الأسلوب عندما تحتوي تلك الرواسب المتراكمة خلف السد على مواد سامة، وفي هذه الحالة يجب نقل تلك الرواسب بعيدًا والتخلص منها لتجنب إلحاق الضرر ببيئة النهر.

### أسلوب الرواسب المحتجزة
أسلوب الرواسب المحتجزة هو أقل الطرق استخدامًا، ويترتب عليه الاحتفاظ بالرواسب المتراكمة خلف السد في مكانها. ولتحقيق ذلك لا بد من تحويل مسار النهر حول موقع السد، وهي مهمة شاقة ومكلفة للغاية. يمكن استخدام هذا الأسلوب كبديل لأسلوب الحفر والتصريف في حالة المناطق النائية التي تتطلب ميزانية منخفضة.
القاسم المشترك في جميع تلك الطرق هو ضرورة إدارة الرواسب بطريقة سليمة. فمن الشائع أن تتراكم الرواسب التي ينقلها النهر بطبيعته خلف السد حتى يمتلئ الخزان بالطمي. تتسبب تلك الرواسب الزائدة في انخفاض قدرة الخزان على توليد الطاقة الكهرومائية، وقد يؤدي ذلك إلى تغير مسار النهر باتجاه المصب واحتباس الرواسب الغنية بالمواد الغذائية خلف السد وزيادة الضغط على السد نفسه بشكل خطير. في معظم الأحيان تستفيد الأنظمة البيئية على ضفاف النهر خلف الخزان من الرواسب المتراكمة التي قد تسمح كذلك باستعادة مواطن الأسماك، وتوفير المواد الغذائية للأسماك، وإضافة المواد الصلبة للشواطئ والمصبات. ولكن في بعض الأحيان الأخرى قد تتسبب الرواسب في زيادة اضطراب الأنهار ما قد يؤدي إلى إيذاء الأسماك وتشويه المناظر الطبيعية ودفن البنية التحتية.
كذلك يجب تحليل مكونات الرواسب قبل تصريفها إلى النهر للتأكد من خلوها من المواد السامة. قد تتسبب إزالة السدود دون التحقق من مكونات الرواسب في آثار سلبية يمكن تجنبها. فعلى سبيل المثال أدت إزالة سد فورت إدوارد على نهر هدسون في السبعينيات إلى تصريف مركبات ثنائي الفينيل متعدد الكلور المحتجز داخل الرواسب ما أثّر سلبًا على صحة الإنسان والحياة البرية أسفل النهر.